# Elephants on Acid
Elephants on Acid es el noveno álbum de estudio del grupo estadounidense de hip hop Cypress Hill, y es el primer álbum de estudio del grupo en ocho años después de Rise Up, lo que lo convierte en la brecha más larga del grupo entre los álbumes. El álbum fue lanzado el 28 de septiembre de 2018. El álbum incluye 21 pistas. A diferencia de Rise Up, el último álbum del grupo, que fue producido por varias personas, este álbum está totalmente producido por DJ Muggs.

## Críticas
The Independent dijo sobre el álbum: "En su primer álbum en ocho años, Cypress Hill todavía no suena como nadie más".
El revisor de AllMusic, Fred Thomas, dijo que "Treinta años en cualquier carrera musical, la presión es generalmente baja. Cypress Hill, activo desde 1988 y más conocido por sus éxitos de rap del gangsta amigable con las malas hierbas de los años 90, fácilmente podría reescribir y revisar las ideas que los hizo famosos por el resto de sus días y los fanáticos se deleitarían con la familiaridad".
The Guardian dijo sobre el álbum "La mayoría de los episodios de la excelente comedia de HBO, Silicon Valley, terminan con un outro musical: generalmente golpeando el hip-hop. Este álbum de Cypress Hill debería hacer que el trabajo de los supervisores de música en la sexta temporada sea un juego".

## Lista de canciones
Toda la música compuesta por DJ Muggs. 
| N.º | Título                             | Duración |  |
| 1.  | «Tusko (Intro)»                    | 0:48     |  |
| 2.  | «Band of Gypsies»                  | 3:49     |  |
| 3.  | «Put Em in the Ground»             | 2:21     |  |
| 4.  | «Satao (Interval)»                 | 0:29     |  |
| 5.  | «Jesus Was a Stoner»               | 3:25     |  |
| 6.  | «Pass the Knife»                   | 3:36     |  |
| 7.  | «LSD (Interval)»                   | 0:37     |  |
| 8.  | «Oh Na Na»                         | 2:57     |  |
| 9.  | «Holy Mountain (Interval)»         | 1:15     |  |
| 10. | «Locos»                            | 3:18     |  |
| 11. | «Falling Down»                     | 2:19     |  |
| 12. | «Elephant Acid (Interlude)»        | 0:52     |  |
| 13. | «Insane OG»                        | 1:23     |  |
| 14. | «The 5th Angel (Instrumental)»     | 2:01     |  |
| 15. | «Warlord»                          | 3:17     |  |
| 16. | «Reefer Man»                       | 3:22     |  |
| 17. | «Thru the Rabbit Hole (Interlude)» | 1:54     |  |
| 18. | «Crazy»                            | 2:52     |  |
| 19. | «Muggs Is Dead»                    | 2:11     |  |
| 20. | «Blood on My Hands Again»          | 3:20     |  |
| 21. | «Stairway to Heaven»               | 5:41     |  |

## Personal
Cypress Hill
- Louis "B-Real" Freese - voz principal
- Senen "Sen Dog" Reyes - vocales
- Lawrence "DJ Muggs" Muggerud - tocadiscos, muestras, productor
- Eric "Bobo" Correa - batería, percusión

Adicional
- Kory B. Garnett - voz (pistas: 8, 16, 18, 21)
- Alaa Fifty - voz (track 2)
- Sadat - vocales (pista 2)
- Sumach Ecks - vocales (pista 5)
- Joaquín "Sick Jacken" González - voz (pista 10)
- Fredwreck - teclados, guitarra, mezcla
- Terraza Martin - saxofón alto
- Adam Turchin - saxofón barítono y tenor
- Josef Leimberg - trompeta, válvula de trombón

Producción
- Dave Kutch - masterización
- Ramon cho - ilustraciones
- Felipe Romero - arte
- Darren vargas - ilustraciones
- Deb Klein - gestión